# Berrocal (kommunhuvudort)
Berrocal är en kommunhuvudort i Spanien. Den ligger i provinsen Provincia de Huelva och regionen Andalusien, i den sydvästra delen av landet, 400 km sydväst om huvudstaden Madrid. Berrocal ligger 317 meter över havet och antalet invånare är 369.
Terrängen runt Berrocal är kuperad västerut, men österut är den platt. Runt Berrocal är det glesbefolkat, med 16 invånare per kvadratkilometer. Närmaste större samhälle är Nerva, 9,8 km norr om Berrocal. 